# Tombatossals
|  | Aquest article tracta sobre l'obra literària. Si cerqueu el personatge mitològic, vegeu «Tombatossals (personatge de ficció)». |

Tombatossals és un llibre de Josep Pascual Tirado (Castelló de la Plana, 1884-1937) que recull, en forma de conte o rondalla, les aventures del gegant Tombatossals, un personatge que segons la mitologia castellonenca és un gegant de bona ànima que amb l'ajuda dels seus amics va fer possible la fundació de la ciutat de Castelló de la Plana.

## El llibre
Josep Pascual Tirado publica Tombatossals. Contalles de la Terra el 1930. Uns anys enrere, el mateix Tirado i altres membres de la Societat Castellonenca de Cultura havien estat publicant al seu Butlletí diverses narracions que són considerades l'embrió de l'obra.

## La figura de Tombatossals
Aquest personatge i les seues històries s'han convertit en un referent cabdal de la mitologia castellonenca, està present en moltes situacions durant les festes de Castelló i fins i tot té dedicat un monument a l'Avinguda de Lledó de la capital de la Plana.
De l'heroi mític s'explica que va nàixer a la partida de Bovalar durant una forta tempesta produïda per en Bufanúvols, fruit de l'amor sorgit entre la Penyeta Roja i el Tossal Gros. En aquella tempesta, tots els vents excepte la Tramuntana per eixelebrada i perillosa foren convocats, i s'arremolinaren en el cel descarregant un gran xàfec que arrossegà un munt de còdols cap a la vall que els separava. Del munt de pedres i còdols, s'alçà amb els primers raig del sol, el seu estimat fill Tombatossals, que com el seu nom indica, tenia la força suficient per alçar o ensorrar els turons i les muntanyes.
Amb el temps va arreplegar una bona colla d'amics també gegants establint-se tots a la Cova de les Maravelles. Així en Tombatossals, el seu gran amic Cagueme, en Bufanúvols i l'Arrancapins van viure com a bons germans dins la cova fins que els fills del Rei Barbut en van sol·licitar el seu ajut per arreglar els assumptes agraris del regne, però la cosa es complicà i tots ells es van veure embolicats en una gran aventura.

## Personatges vinculats
- Cagueme: És un dels integrants de la colla del Rei Barbut, juntament amb Bufanúvols, Tragapinyols, Arrancapins i Milhòmens entre d'altres. Com altres amics seus representa un arquetip de personalitat. Amic del protagonista, el gegant Tombatossals. Cagueme és el personatge més petit i lleig, que protesta sovint. L'autor el defineix com 'apocat voluntariós'. És, però, intel·ligent, assenyat i prudent i és potser per això que a Castelló de la Plana ser un "cagueme" és sinònim de ser un poruc.

## Obres posteriors
En 2013 es va estrenar la pel·lícula d'animació Gegants. La Llegenda de Tombatossals, de producció valenciana i dirigida per Manuel J. García. La pel·lícula, basada en les aventures del gegant Tombatossals arreplegades al llibre de Pascual Tirado, va rebre 5 nominacions als Premis Goya de 2014.
En 2014, Pasqual Mas publica ''Tombatossals segle XXI'', una obra de crítica ficció en la qual s'analitza la realitat social a partir dels personatges de Josep Pascual Tirado.
En 2016, Pablos Almiñana Bas estrena una obra musical, del gènere poema simfònic, Anomenada Tombatossals. Aquesta obra fou encàrrec de la Diputació de Castelló per al 39 certàmen de bandes de la provincia de Castelló.